# Le Mesnil-Thomas
 Le Mesnil-Thomas  là một xã thuộc tỉnh Eure-et-Loir trong vùng Centre-Val de Loire ở bắc trung bộ nước Pháp. Xã này nằm ở khu vực có độ cao trung bình 190 mét trên mực nước biển.